# Bernice King

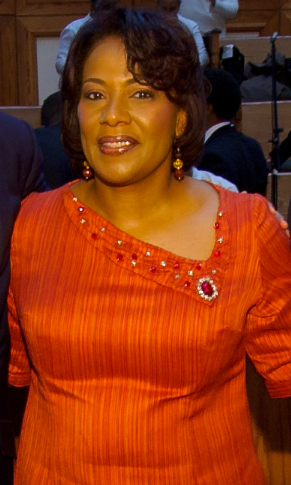
Bernice King, 2014

Bernice Albertine King (* 28. März 1963 in Atlanta, Georgia) ist eine US-amerikanische Predigerin und die jüngere Tochter des Bürgerrechtlers Martin Luther King Jr. und der 2006 verstorbenen Aktivistin Coretta Scott King. Sie leitet die Martin Luther King Jr. National Historic Site (genannt: King Center) in Atlanta.

## Leben
Bernice King ist die jüngste Schwester von Yolanda King, Martin Luther King III und Dexter Scott King. Sie war fünf Jahre alt, als ihr Vater ermordet wurde. Sie studierte Psychologie und wurde 1990 als Hilfspredigerin an der Ebenezer Baptist Church ordiniert. In den 2000er Jahren engagierte sie sich in der Southern Christian Leadership Conference, zu deren Vorsitzender sie im Jahr 2009 gewählt wurde. Sie übte das Amt nur kurz aus und wurde im Jahr 2010 Geschäftsführerin des King Centers.
Das Verhältnis unter den King-Geschwistern gilt als zerrüttet. Es wurden mehrere Prozesse um das Erbe des Vaters geführt, der ehemalige US-Präsident Jimmy Carter wurde als Vermittler in dem Familienstreit eingeschaltet.
King hat regelmäßig medienwirksame Auftritte in der Öffentlichkeit: Im Alter von 17 Jahren wurde sie eingeladen, vor der Vollversammlung der Vereinten Nationen in New York City zur Apartheidpolitik Südafrikas zu sprechen. Im Jahr 2000 wirkte sie beim Schleswig-Holstein Musik Festival mit, 2008 unterstützte sie die Wahl Barack Obamas zum Präsidenten, und 2009 sprach sie auf der Trauerfeier für Michael Jackson vor 20.000 Gästen im Staples Center in Los Angeles. Sie kritisierte die Äußerungen des damaligen Präsidentschaftskandidaten Donald Trump zur von Hillary Clinton geplanten Abschaffung des Rechtes auf eigene Waffen im August 2016.